# Collegio plurinominale Lazio 1 - 02 (2017)
Il collegio elettorale plurinominale Lazio 1 - 02 è stato un collegio elettorale plurinominale della Repubblica Italiana per l'elezione della Camera tra il 2017 ed il 2022.

## Territorio
Come previsto dalla legge elettorale italiana del 2017, il collegio era stato definito tramite decreto legislativo all'interno della circoscrizione Lazio 1.
Il collegio comprendeva la zona definita dai cinque collegi uninominali Lazio 1 - 06 (Roma), Lazio 1 - 08 (Roma), Lazio 1 - 09 (Roma), Lazio 1 - 10 (Roma) e Lazio 1 - 11 (Roma).

## Dati elettorali

### XVIII legislatura
Come previsto dalla legge elettorale, 386 deputati erano eletti in 63 collegi plurinominali con ripartizione proporzionale a livello nazionale tra le coalizioni e le singole liste che avessero superato la soglia di sbarramento stabilita.
Nel collegio vanivano eletti 14 deputati.
| Liste          | Liste                                       | Proporzionale | Proporzionale | Proporzionale | Maggioritario | Maggioritario | Maggioritario |  |
| Liste          | Liste                                       | Voti          | %             | Seggi         | Voti          | %             | Seggi         |  |
| -------------- | ------------------------------------------- | ------------- | ------------- | ------------- | ------------- | ------------- | ------------- |  |
|                | Movimento 5 Stelle                          | 223 044       | 32,09         | 3             | 223 044       | 32,09         | 3             |  |
|                | Lega                                        | 71 759        | 10,33         | 1             | 210 838       | 30,34         | –             |  |
|                | Forza Italia                                | 71 736        | 10,32         | 1             | 210 838       | 30,34         | –             |  |
|                | Fratelli d'Italia                           | 63 111        | 9,08          | 1             | 210 838       | 30,34         | –             |  |
|                | Noi con l'Italia – UDC                      | 4 232         | 0,61          | –             | 210 838       | 30,34         | –             |  |
|                | Partito Democratico                         | 151 356       | 21,78         | 2             | 190 064       | 27,35         | 2             |  |
|                | +Europa                                     | 32 117        | 4,62          | –             | 190 064       | 27,35         | 2             |  |
|                | Italia Europa Insieme                       | 3 842         | 0,55          | –             | 190 064       | 27,35         | 2             |  |
|                | Civica Popolare                             | 2 749         | 0,40          | –             | 190 064       | 27,35         | 2             |  |
|                | Liberi e Uguali                             | 33 447        | 4,81          | 1             | 33 447        | 4,81          | –             |  |
|                | Potere al Popolo!                           | 13 483        | 1,94          | –             | 13 483        | 1,94          | –             |  |
|                | CasaPound                                   | 10 572        | 1,52          | –             | 10 572        | 1,52          | –             |  |
|                | Il Popolo della Famiglia                    | 4 131         | 0,59          | –             | 4 131         | 0,59          | –             |  |
|                | Partito Comunista                           | 3 921         | 0,56          | –             | 3 921         | 0,56          | –             |  |
|                | Italia agli Italiani (FN - MSFT)            | 2 103         | 0,30          | –             | 2 103         | 0,30          | –             |  |
|                | 10 Volte Meglio                             | 1 447         | 0,21          | –             | 1 447         | 0,21          | –             |  |
|                | Lista del Popolo per la Costituzione        | 891           | 0,13          | –             | 891           | 0,13          | –             |  |
|                | Per una Sinistra Rivoluzionaria (PCL - SCR) | 691           | 0,10          | –             | 691           | 0,10          | –             |  |
|                | Blocco Nazionale per le Libertà (DC - IR)   | 367           | 0,05          | –             | 367           | 0,05          | –             |  |
| Totale         | Totale                                      | 694 999       | 100           | 9             | 694 999       | 100           | 5             |  |
|                |                                             |               |               |               |               |               |               |  |
| Schede bianche | Schede bianche                              | 6 126         | 0,86          |               |               |               |               |  |
| Schede nulle   | Schede nulle                                | 11 880        | 1,67          |               |               |               |               |  |
| Votanti        | Votanti                                     | 713 005       | 70,71         |               |               |               |               |  |
| Elettori       | Elettori                                    | 1 008 375     |               |               |               |               |               |  |

## Eletti

### Eletti nei collegi uninominali
Eletti nella coalizione di centro-destra (Lega - FI - FdI - NCI-UDC)
     Eletti nel Movimento 5 Stelle
     Eletti nella coalizione di centro-sinistra (PD - +EUR - Insieme - CP)
| Collegio uninominale  | Eletto | Eletto              | Partito |
| --------------------- | ------ | ------------------- | ------- |
| 6. Roma-Tuscolano     |        | Felice Mariani      | M5S     |
| 8. Roma-Ardeatino     |        | Patrizia Prestipino | PD      |
| 9. Roma-Fiumicino     |        | Emilio Carelli      | M5S     |
| 10. Roma-Gianicolense |        | Riccardo Magi       | +E      |
| 11. Roma-Primavalle   |        | Emanuela Del Re     | M5S     |
| 11. Roma-Primavalle   |        | Andrea Casu         | PD      |

1. ↑  In data 21.04.2021 aderisce al gruppo Lega - Salvini Premier.
2. ↑  In data 02.02.2021 aderisce al gruppo misto, non iscritti; in data 08.06.2021 a Coraggio Italia; in data 23.06.2022 torna nel gruppo misto, non iscritti; in data 12.07.2022 aderisce al gruppo Insieme per il Futuro.
3. ↑  In data 26.11.2020 aderisce alla componente «Azione-+Europa-Radicali Italiani».
4. ↑  Dimissionaria in data 30.06.2021 (assume la carica di Rappresentante speciale dell'Unione europea per il Sahel).
5. ↑  Dal 08.10.2021 (eletto in seguito a elezioni suppletive).

### Eletti nella quota proporzionale
| Movimento 5 Stelle                       | Partito Democratico           | Lega                 | Forza Italia      | Fratelli d'Italia     | Liberi e Uguali |
| ---------------------------------------- | ----------------------------- | -------------------- | ----------------- | --------------------- | --------------- |
|                                          |                               |                      |                   |                       |                 |
| Federica Daga Manuel Tuzi Angela Salafia | Matteo Orfini Michele Anzaldi | Barbara Saltamartini | Antonio Angelucci | Maria Teresa Bellucci | Stefano Fassina |

1. ↑  In data 21.06.2022 aderisce al gruppo Insieme per il futuro.
2. ↑  In data 19.09.2019 aderisce al gruppo Italia Viva